# خوسيه خواكين برييتو
خوسيه خواكين برييتو (بالإسبانية: José Joaquín Prieto) (و. 1786 – 1854 م) هو سياسي من تشيلي ولد في كونسبسيون.

## روابط خارجية
- خوسيه خواكين برييتو على موقع الموسوعة البريطانية (الإنجليزية)